# هيكفيشن
هيكفيشن للتكنولوجيا الرقمية هي شركة تصنيع صينية وأكبر مورد في العالم  لمنتجات المراقبة بالفيديو ومقرها في هانغتشو بالصين .

## روابط خارجية
- الموقع الرسمي
- الموقع الرسمي ل Ezviz